# Isostenosmylus
Isostenosmylus is een geslacht van insecten uit de familie van de watergaasvliegen (Osmylidae), die tot de orde netvleugeligen (Neuroptera) behoort.

## Soorten
- I. fasciatus Kimmins, 1940
- I. fusciceps Kimmins, 1940
- I. morenoi (Navás, 1928)
- I. nigrifrons Kimmins, 1940
- I. pulverulentus (Gerstaecker, 1894)